# Új Székely Nép
Új Székely Nép Sepsiszentgyörgyön 1946-ban kiadott politikai hetilap, az Egyesült Szakszervezetek Háromszéki Szaktanácsának kiadványa. Főszerkesztője Bujdosó Gyula újságíró, felelős szerkesztője Bodor Andor, Felelős kiadója Kisgyörgy Tamás.